# Iglesia de San Salvador (Fuente Encalada)
La iglesia de San Salvador de Fuente Encalada es un templo parroquial de la localidad zamorana de Fuente Encalada, España.

## Interior
En el interior de la iglesia destaca la su retablo mayor, obra de Bartolomé Hernández, discípulo de Gaspar Becerra.